# Пугачёвский (Челябинская область)
Пугачёвский — посёлок в Чебаркульском районе Челябинской области. Входит в состав Сарафановского сельского поселения.

## История
Образован в 1981 году как населённый пункт при дорожном ремонтно-строительном управлении № 3

## Население
| 2002 | 2010 |
| ---- | ---- |
| 52   | ↘43  |

## Улицы
В посёлке имеется одна улица — Зелёная.